# Gordo, enfermo y casi muerto
Gordo, enfermo y casi muerto, es un documental relatado por Joe Cross, producción de Stacey Offmany, guionado por Joe Cross y Kurt Engfehr, producido en Estados Unidos en 2010.

## Reseña
«Gordo, enfermo y casi muerto.» cuenta la historia del abogado, empresario y cineasta australiano Joe Cross, nacido en Sídney en 1966. Él tenía más de 140 kilogramos de sobrepeso, cargado de esteroides y con una enfermedad autoinmune. 
La película relata el viaje personal de Joe que para recuperar su salud a los 41 años, cambia su alimentación y estilo de vida. Con la consigna de solo consumir líquidos, jugos de frutas y vegetales solo durante sesenta días, cursado Estados Unidos de lado a lado. Supervisado por el doctor, conferencista y autor Joel Fuhrman. Para luego de sesenta días poder continuar luego con una dieta más saludable, abandonar la alta cantidad de medicamentos que consume y priorizar su salud con un estilo de vida equilibrado y realiza ejercicio físico. En el trayecto conoce al camionero estadounidense Phil Staples y lo alienta a seguir ese equilibrio y es así que Phil comienza su propio viaje para ponerse bien.
En el trayecto también se muestra la alimentación del estadounidense medio (y en general del occidental medio no mediterráneo), basada en hamburguesas, patatas fritas, salsas, comida basura o rápida.

## Galería

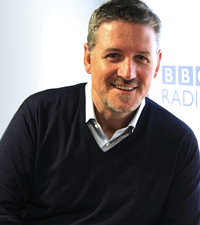
Joe Cross en 2014.
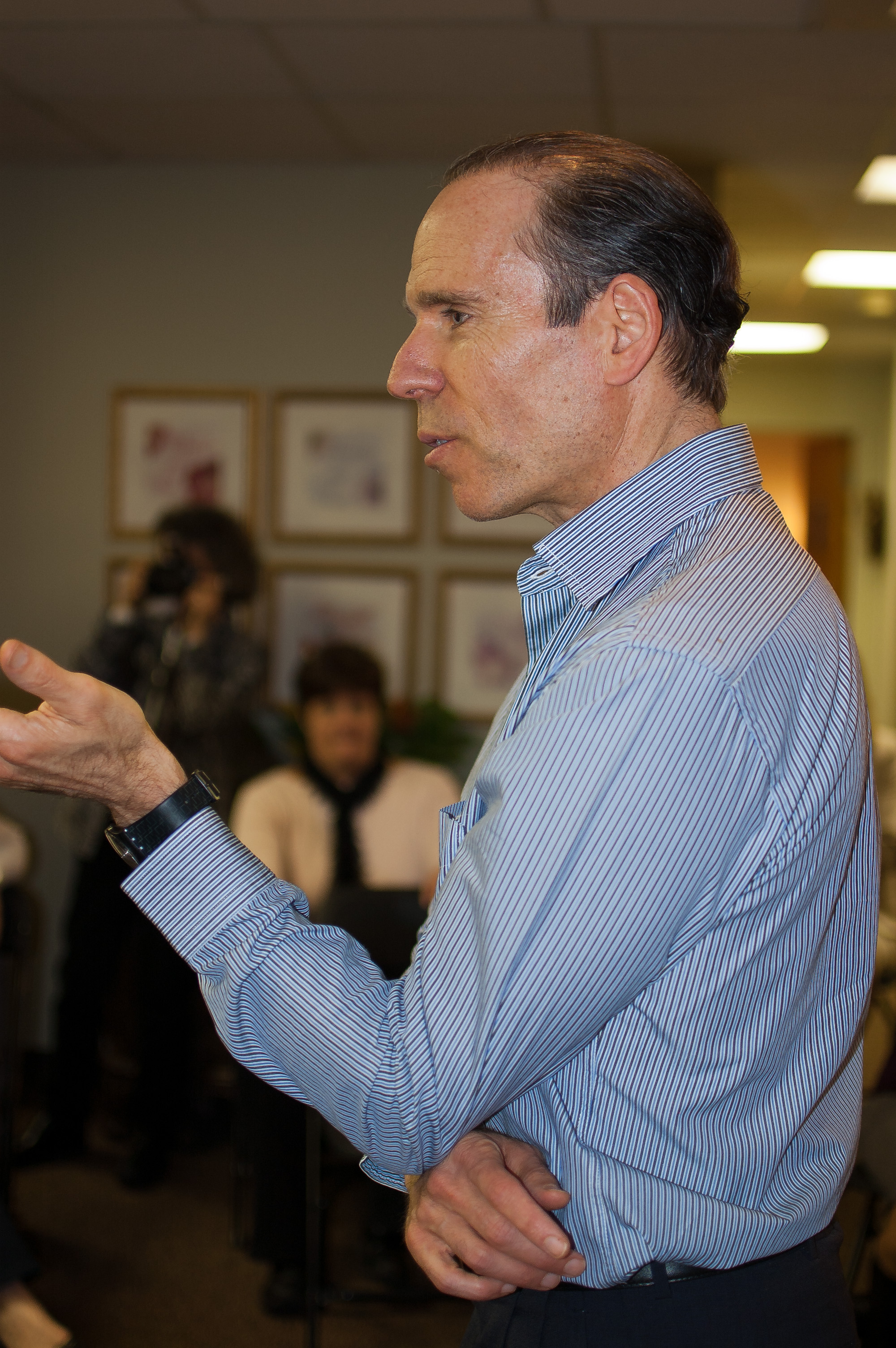
Joel Fuhrman en 2011.
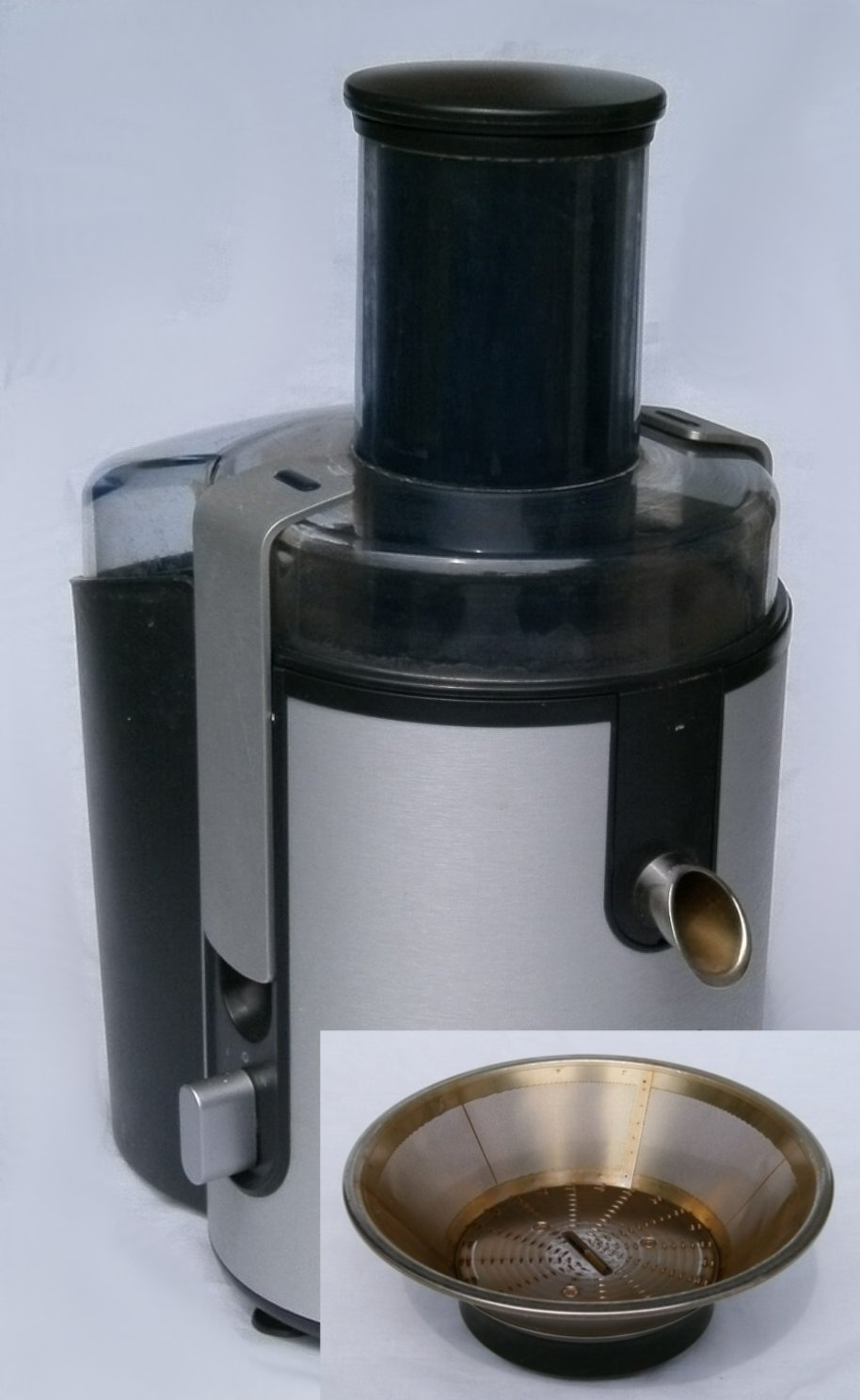
juguera
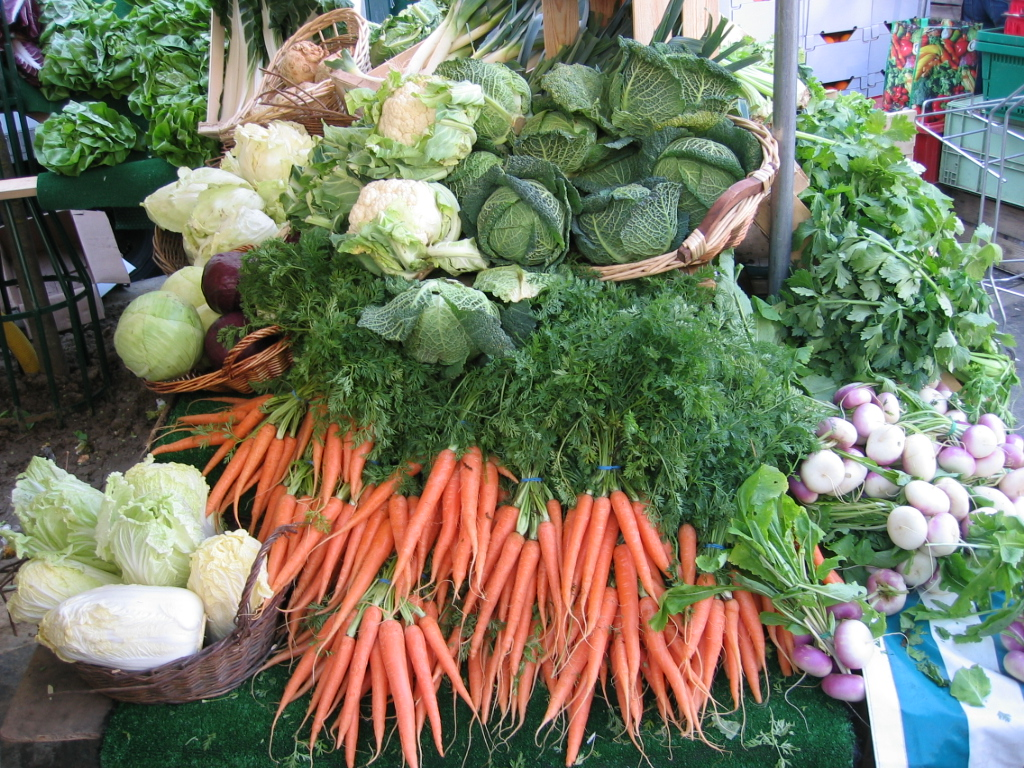
vegetales para jugos.
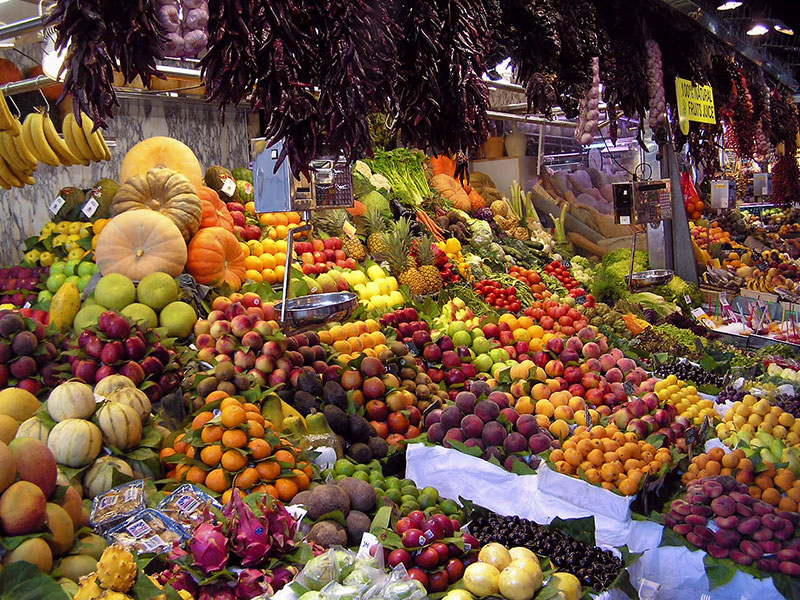
frutas para jugos.
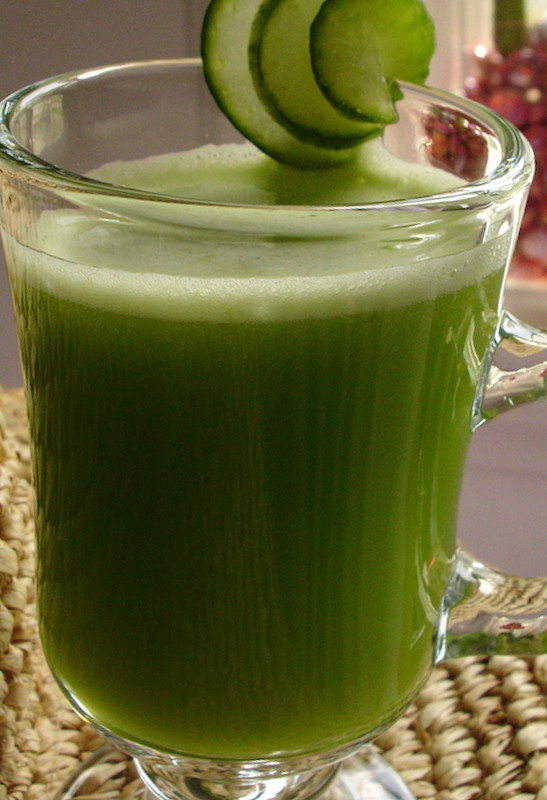
Jugo de pepino, apio y manzana
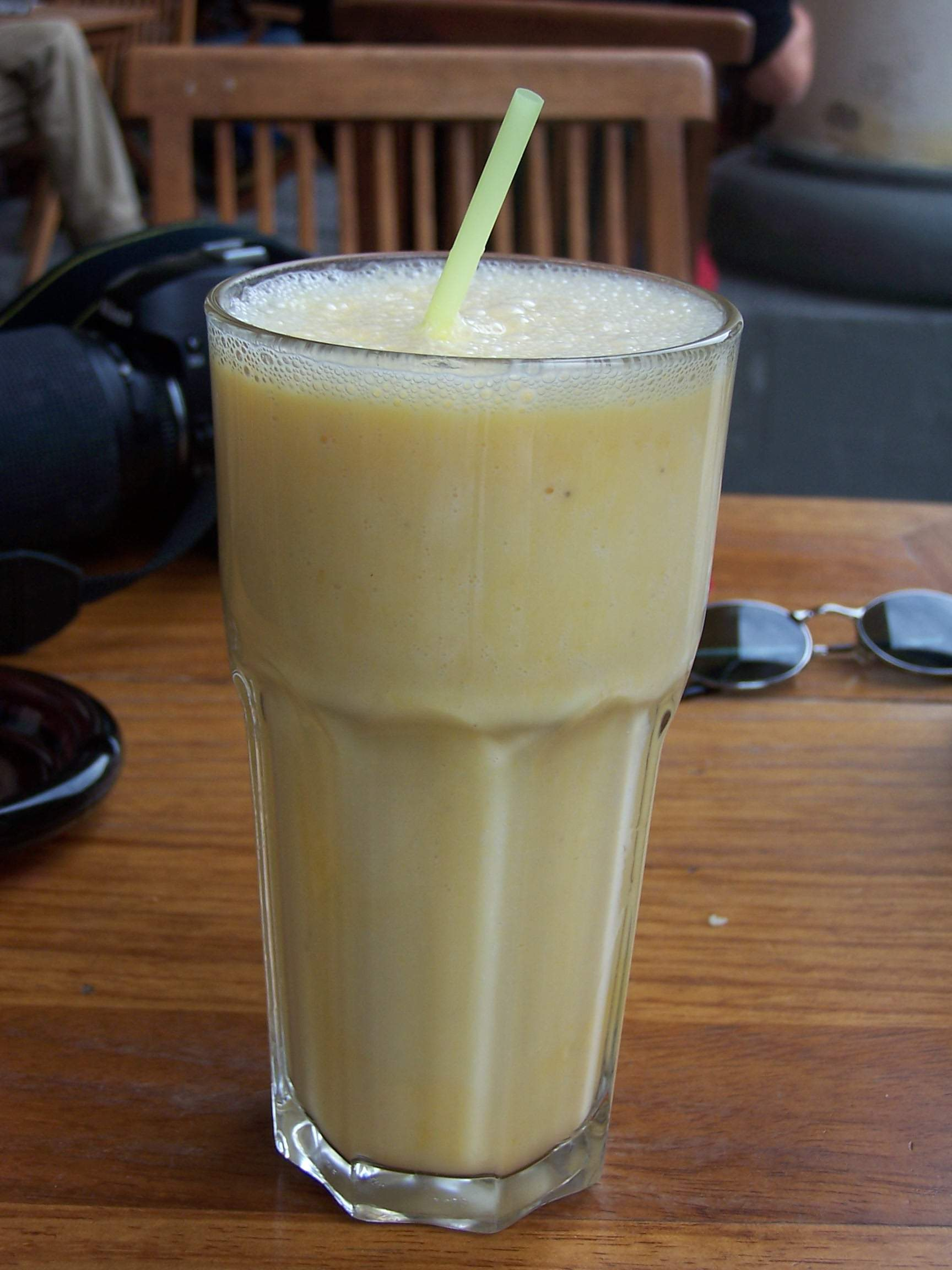
jugo de frutas